# Spilamberto
Spilamberto ist eine italienische Gemeinde (comune) mit 12.945 Einwohnern (Stand 31. Dezember 2023) in der Provinz Modena in der Emilia-Romagna. Die Gemeinde liegt etwa 13 Kilometer südöstlich von Modena und etwa 26 Kilometer westlich von Bologna am Panaro.

## Geschichte
In den ersten Urkunden über den Ort aus dem 11. und 12. Jahrhundert (1026 und 1162) wird die Siedlung als Spinalamberti erwähnt. 1210 lässt die Herrschaft von Modena in Spinalamberti die Festungsanlagen errichten. Der Ort wird dann auf Grund eines Disputs zwischen dem Bischof von Modena und der Abtei von Nonantola 1214 geteilt. Ob Spilamberto oder San Cesario sul Panaro der Todesort von Papst Hadrian III. im September 885 war, ist nicht ganz geklärt.

## Wirtschaft und Verkehr
Produziert wird neben dem bekannten Aceto balsamico Tradizionale di Modena auch Nocino, ein Likör.
Spilamberto liegt etwa drei Kilometer südlich der Autostrada A1 von Mailand kommend über Bologna nach Florenz und Rom führt.

## Persönlichkeiten
- Gian Girolamo Zannichelli (1661–1729), Naturwissenschaftler
- Enrico Solmi (* 1956), katholischer Geistlicher, Bischof von Parma
- Rossella Selmini (* 1959), Rechtswissenschaftlerin, Soziologin und Kriminologin